# Shad Gaspard
Shad Javier Gaspard (13. ledna 1981 New York – 17. května 2020 Los Angeles) byl americký profesionální wrestler a herec. Proslavil se díky svému působení ve společnosti WWE, kde vystupoval pod svým pravým jménem nebo mononymně jako Shad.

## Kariéra
V roce 2003 podepsal smlouvu s World Wrestling Entertainment (WWE), kde byl přidělen do vývojového centra Ohio Valley Wrestling (OVW). V centru se stal dvojnásobným šampionem OVW Southern Tag Team s wrestlerem JTG. V roce 2006 byl povýšen na hlavní soupisku organizace WWE. V následujícím roce byl ze společnosti propuštěn. Do WWE se opět vrátili v roce 2008, ale o dva roky později byl znovu propuštěn.
Po odchodu z WWE se začal věnovat herecké kariéře. Ta zahrnovala několik filmů a televizních rolí, například Mysli taky jako chlap, Zocelovací kúra, The Game a Od soumraku do úsvitu. Byl také spolutvůrcem grafického románu Assassin & Son z roku 2011.
Poskytoval motion capture pro videohry, zejména pro hlavního hrdinu Kratose z God of War (2018).

## Smrt
Dne 17. května 2020 se se svým synem ocitl mezi skupinou plavců, které zachytil silný zpětný proud u Venice Beach v Los Angeles. Před svým zmizením pod vodu dokázal svého syna zachránit.
Po jeho zmizení začalo policejní pátrání. K pátracímu týmu pobřežní stráže se připojili i profesionální wrestleři JTG, John Morrison a Chris Masters. Po dvoudenním prohledávání bylo pátrání přerušeno. Dne 20. května bylo Gaspardovo tělo nalezeno vyplavené na břehu pláže Venice Beach a následně identifikováno koronerem. Smrt byla stanovena na 17. květen 2020. Bylo mu 39 let.
V prosinci podala Siliana, vdova po Gaspardovi, žalobu proti státu Kalifornie a městu Los Angeles. Obvinila je z nedbalosti, nebezpečného stavu veřejného majetku a nedostatečného označení upozorňujícího na nebezpečí koupání v této oblasti.
Za svůj hrdinský čin byl posmrtně několikrát oceněn.

## Filmografie
| Rok  | Název                     | Role                |
| ---- | ------------------------- | ------------------- |
| 2012 | Petunia                   | XL                  |
| 2014 | Mysli taky jako chlap     | The Goldenrod       |
| 2015 | Zocelovací kúra           | Big Ass Julian      |
| 2015 | Brothers                  | Ronnie Cross        |
| 2015 | My First Miracle          | Jack                |
| 2015 | Wrestling Isn't Wrestling | muž v obecenstvu    |
| 2016 | Officer Downe             | Brick               |
| 2017 | Welcome to Willits        | kapitán Carter      |
| 2017 | Sandy Wexler              | —                   |
| 2019 | Bolden                    | Aaron Harris        |
| 2020 | Birds of Prey             | Vůdce skupiny Lords |

| Rok       | Název                    | Role   |
| --------- | ------------------------ | ------ |
| 2017–2018 | Batman: The Enemy Within | Bane   |
| 2018      | God of War               | Kratos |

## Úspěchy a ocenění
- NWA Wildside
  - NWA Wildside Tag Team Championship (1x)
- Fighting Evolution Wrestling
  - FEW Tag Team Championship (1x)
- Ohio Valley Wrestling
  - OVW Southern Tag Team Championship (2x)
- Pro Wrestling Illustrated
  - Inspirational Wrestler of the Year (2020)
  - Ranked No. 85 of the top 500 singles wrestlers in the PWI 500 in 2010
- Superstars of Wrestling Federation
  - SWF Tag Team Championship (1x)
- VIP Wrestling
  - VIP Tag Team Championship (1x)
- World Wrestling Alliance
  - WWA Tag Team Championship (1x)
- Wrestling Observer Newsletter
  - Shad Gaspard/Jon Huber Memorial Award (2020)
- WWE
  - WWE Hall of Fame (2022)